# Hurley (álbum)
Hurley es el octavo álbum de estudio de la banda estadounidense Weezer. Fue lanzado el 10 de septiembre de 2010 por Epitaph Records. El álbum fue producido por Rivers Cuomo y Shawn Everett, y al igual que Raditude, contiene canciones coescritas junto a compositores ajenos a la banda. 

## Antecedentes
A fines de 2009, Weezer reveló su séptimo álbum, Raditude. El disco fue lanzado el 3 de noviembre de 2009, y debutó en el número siete de los más vendidos de la semana en la lista Billboard 200. Las fechas de la gira de la banda se extendieron desde diciembre de 2009 hasta principios de 2010, coincidiendo con el lanzamiento del nuevo álbum. En comparación con otros álbumes de Weezer, Raditude tuvo una respuesta poco entusiasta. En Metacritic, sitio que asigna un promedio de puntos basándose en reseñas de críticos profesionales, Raditude consiguió 57, basados en 22 reseñas.
En diciembre de 2009, se anunció que la banda ya no estaba más con la discográfica Geffen Records. La banda indicó que aún lanzarían nuevo material, pero no estaban seguros de que forma, si sería editado por ellos mismos, lanzado a través de internet o si firmarían un contrato con un nuevo sello discográfico. Finalmente, firmaron con el sello independiente Epitaph.

## Música y letras
En julio de 2010, Weezer comenzó a grabar el que sería el sucesor de Raditude. Rivers Cuomo declaró acerca del álbum: "Definitivamente habrá más energía rockera en este". En agosto de 2010, fue revelada la lista de canciones.
La primera canción y sencillo del álbum es "Memories", que también se encuentra en el Guitar Hero (iOS), junto a "Buddy Holly" y "(If You're Wondering If I Want You To) I Want You To", lanzado en simultáneo con el álbum el 14 de septiembre. El video incluye a integrantes de Jackass cantando e imágenes de la película Jackass 3D.
Las canciones de cuerdas "Memories" y "Unspoken", como también los temas extra "All My Friends Are Insects" y "Represent" fueron grabadas en The Banff Centre, en Banff, Alberta, Canadá. "Viva la vida" de Coldplay fue grabada en vivo en el P.C. Richard & Son Theater en Nueva York, en octubre de 2009; los músicos que acompañan a la banda en esa canción son Sonya Lee (piano), Jane Cords-O'Hara (chelo), Kiwon Nahm (violín) y Stephanie Chandra (campanas tubulares).  
"Hang On", coescrita por Rick Nowels, tiene al actor canadiense Michael Cera haciendo coros y tocando la zanfona y la mandolina.
La última canción del álbum, "Time Flies", coescrita por el cantante country y compositor Mac Davis, tiene un sonido lo-fi folk-country, que ha sido comparado con la música de Led Zeppelin.

## Carátula y título
La portada del álbum es una foto del actor Jorge García, quien interpretó a Hugo "Hurley" Reyes en la serie de televisión Lost desde 2004 a 2010.
En un principio, iban a titular el disco con el nombre de la banda por cuarta vez, pero decidieron no hacerlo, ya que la banda supuso que la mayoría de los seguidores se referirían al álbum como el "Hurley". El guitarrista Brian Bell declaró públicamente que el disco estaba titulado por la compañía de ropa Hurley International, cuyos jefes según él, financiaron la grabación y cedieron un estudio para llevar a cabo las grabaciones. Más tarde Bell aseguró haberse equivocado y que el álbum era en realidad titulado por el personaje de Lost y no la compañía de ropa.

## La invasión YouTube
Weezer utilizó el servicio de YouTube para promocionar el álbum. Ellos mismo se prestaron para hacer 15 videos amateur en línea, "haciendo lo que sea que el creador planeara realizar en aproximadamente 30 segundos". Utilizaron muchos de los canales populares para promocionarse, como Barely Political, Onision, Dave Days, Fred Figglehorn, Ray William Johnson y The Annoying Orange. The Gregory Brothers solicitaron ayuda musical de la banda en una de sus composiciones sobre discursos de Charles Rangel y el presidente Obama. Weezer llamó a la promoción "La invasión YouTube" ("The YouTube Invasion").

## Recibimiento

### Respuesta de la crítica
Hurley fue en general bien recibido por los críticos de música. Con diez reseñas acumuladas, el sitio Metacritic le dio al álbum un 69%, que indica "críticas favorables en general". Después de que el álbum se filtrara por internet, la banda lo hizo disponible gratuitamente en su página oficial de MySpace. Muchos sitios acreditados y revista de música utilizaron esto para escribir críticas del álbum antes de que fuese lanzando al público en las disquerías. Muchos críticos compararon positivamente las canciones de Hurley con los primeros tres discos de Weezer. Alternative Press y Rock Sound compararon la canción "Ruling Me" con canciones del álbum debut de la banda y con su segundo álbum homónimo. Alternative Press dijo que la canción "es un primo lejano de 'No One Else' del Blue Album y de 'Don't Let Go' del Green Album, funcionando como un choque de power-pop". Rock Sound dijo que "las resoplantes guitarras del verso [de 'Ruling Me'] recuerdan a la era Green de Weezer, lo que es agradable, pero es el estribillo lo que eleva a 'Ruling Me' a una liga diferente". La Rolling Stone comparó la canción "Where's My Sex" con varias canciones de Pinkerton: "'Where's My Sex?' es una canción Pinkertonesca".

### Resultados comerciales
En el Billboard 200, Weezer consigue colocar su sexto álbum dentro del top 10, con Hurley debutando en el número seis, con 45.000 copias vendidas. Además es también el sexto álbum seguido de la banda en debutar dentro del top 10.

## Lista de canciones
Todas las canciones escritas y compuestas por Rivers Cuomo, excepto donde esta anotado. 
| Edición común |                   |                                |          |  |
| N.º           | Título            | Compositores                   | Duración |  |
| 1.            | «Memories»        | Cuomo                          | 3:16     |  |
| 2.            | «Ruling Me»       | Cuomo, Dan Wilson              | 3:30     |  |
| 3.            | «Trainwrecks»     | Cuomo, Desmond Child           | 3:21     |  |
| 4.            | «Unspoken»        | Cuomo                          | 3:01     |  |
| 5.            | «Where's My Sex?» | Cuomo, Greg Wells              | 3:28     |  |
| 6.            | «Run Away»        | Cuomo, Ryan Adams              | 2:55     |  |
| 7.            | «Hang On»         | Cuomo, Rick Nowels             | 3:33     |  |
| 8.            | «Smart Girls»     | Cuomo, Tony Kanal, Jimmy Harry | 3:11     |  |
| 9.            | «Brave New World» | Cuomo, Linda Perry             | 3:57     |  |
| 10.           | «Time Flies»      | Cuomo, Mac Davis               | 3:42     |  |
| 34:16         |                   |                                |          |  |

| Bonus tracks |                                               |                                                           |          |  |
| N.º          | Título                                        | Compositores                                              | Duración |  |
| 11.          | «All My Friends Are Insects»                  | Adam Deibert                                              | 1:53     |  |
| 12.          | «Viva la Vida» (versión del tema de Coldplay) | Guy Berryman, Jonny Buckland, Will Champion, Chris Martin | 4:06     |  |
| 13.          | «I Want to Be Something»                      | Cuomo                                                     | 2:56     |  |
| 14.          | «Represent» (Rocked Out mix)                  | Cuomo, Nowels                                             | 4:13     |  |
| 12:28        |                                               |                                                           |          |  |